# محوطه فیروزیه
محوطه فیروزیه مربوط به دوره هخامنشی - دوره اشکانیان است و در شهرستان اسفراین، بخش مرکزی، دهستان دامنکوه، ۲ کیلومتری جنوب روستای فیروزیه واقع شده و این اثر در تاریخ ۲۲ آبان ۱۳۸۶ با شمارهٔ ثبت ۱۹۹۸۳ به‌عنوان یکی از آثار ملی ایران به ثبت رسیده است.